# Meet the Fockers
Meet the Fockers is een Amerikaanse komische film uit 2004 van Jay Roach. Het is een vervolg op Meet the Parents en de hoofdrollen zijn voor Ben Stiller, Robert De Niro, Dustin Hoffman en Barbra Streisand. Een derde film, Meet the Parents: Little Fockers, is in 2010 uitgekomen.

## Verhaal
Er staat verpleger Gaylord Myron Focker (Stiller) een regelrechte ramp te wachten wanneer zijn schoonvader Jack (De Niro), een ex-CIA-agent die geen blad voor de mond neemt, Gaylords uiterst onconventionele ouders, moeder Rozalin en vader Bernard (Streisand en Hoffman), wil ontmoeten. De familiebijeenkomst loopt echter hopeloos in het honderd.
Gaylord Fockers ouders zijn namelijk alles wat de ouders van Pam Byrnes (Gaylords aanstaande) niet zijn: brutaler, losser en veel stouter. Gaylord probeert er alles aan te doen om dit beeld van zijn ouders te verbergen voor de ouders van Pam. Gaylord schaamt zich enorm en wil vooral niet verkeerd overkomen tegenover zijn schoonvader. Pams moeder Dina vindt het allemaal ongewoontjes maar krijgt er steeds meer lol in en wordt goede vrienden met Rozalin.
Jack en Dina passen tijdelijk op hun kleinzoon Little Jack, de zoon van hun dochter Debbie. Jack probeert een superkind van hem te maken dat met behulp van gebarentaal alles duidelijk maakt. Wanneer Gaylord de taak krijgt op hem te passen, gaat dit radicaal fout. Little Jack leert namelijk van hem zijn eerste woordje: "Ass-hole", tot ongenoegen van Jack die er als enige niet om kan lachen.
Wanneer er dingen mis zijn met de bus van Jack, gaat hij met Bernie Focker langs bij Jorge, de zoon van Isabel, de voormalige huishoudster en oppas van de Fockers. Gaylord werd destijds ontmaagd door Isabel en het valt Jack op dat Jorges gezicht overeenkomsten vertoont met dat van Gaylord. Hij gaat in zijn bus op onderzoek uit en probeert DNA te verkrijgen van Jorge en Gaylord om op die manier te kunnen bewijzen dat Gaylord een kind bij Isabel heeft.
Tijdens een gezellige avond in een tropische bar dient Jack Gaylord een waarheidsserum toe. Het gevolg is dat Gaylord alles opbiecht wat hij denkt de waarheid te zijn. Pam vindt dat hij raar doet en kan niet geloven wat er allemaal wordt gezegd.
Uiteindelijk moet Jack bekennen dat hij een fout heeft gemaakt en dat Jorge niet de zoon van Gaylord is. Iedereen is opgelucht en Pam en Gaylord kunnen met een gerust hart trouwen. Aan het einde blijkt dat Pam zwanger is.

## Rolverdeling
| Acteur                     | Personage                   |
| -------------------------- | --------------------------- |
| Ben Stiller                | Gaylord Myron "Greg" Focker |
| Robert De Niro             | Jack Byrnes                 |
| Dustin Hoffman             | Bernard "Bernie" Focker     |
| Barbra Streisand           | Rozalin "Roz" Focker        |
| Blythe Danner              | Dina Byrnes                 |
| Teri Polo                  | Pamela Martha "Pam" Byrnes  |
| Alanna Ubach               | Isabel Villalobos           |
| Ray Santiago               | Jorge Villalobos            |
| Owen Wilson                | Kevin Rawley                |
| Spencer en Bradley Pickren | Little Jack                 |

## Trivia
De MPAA (Motion Picture Association of America) liet niet toe dat in 'Meet The Fockers' het woord 'Fockers' in de titel voorkwam, tenzij de filmmakers konden bewijzen dat er in Amerika een echte familie Fockers bestond.